# 国道137号

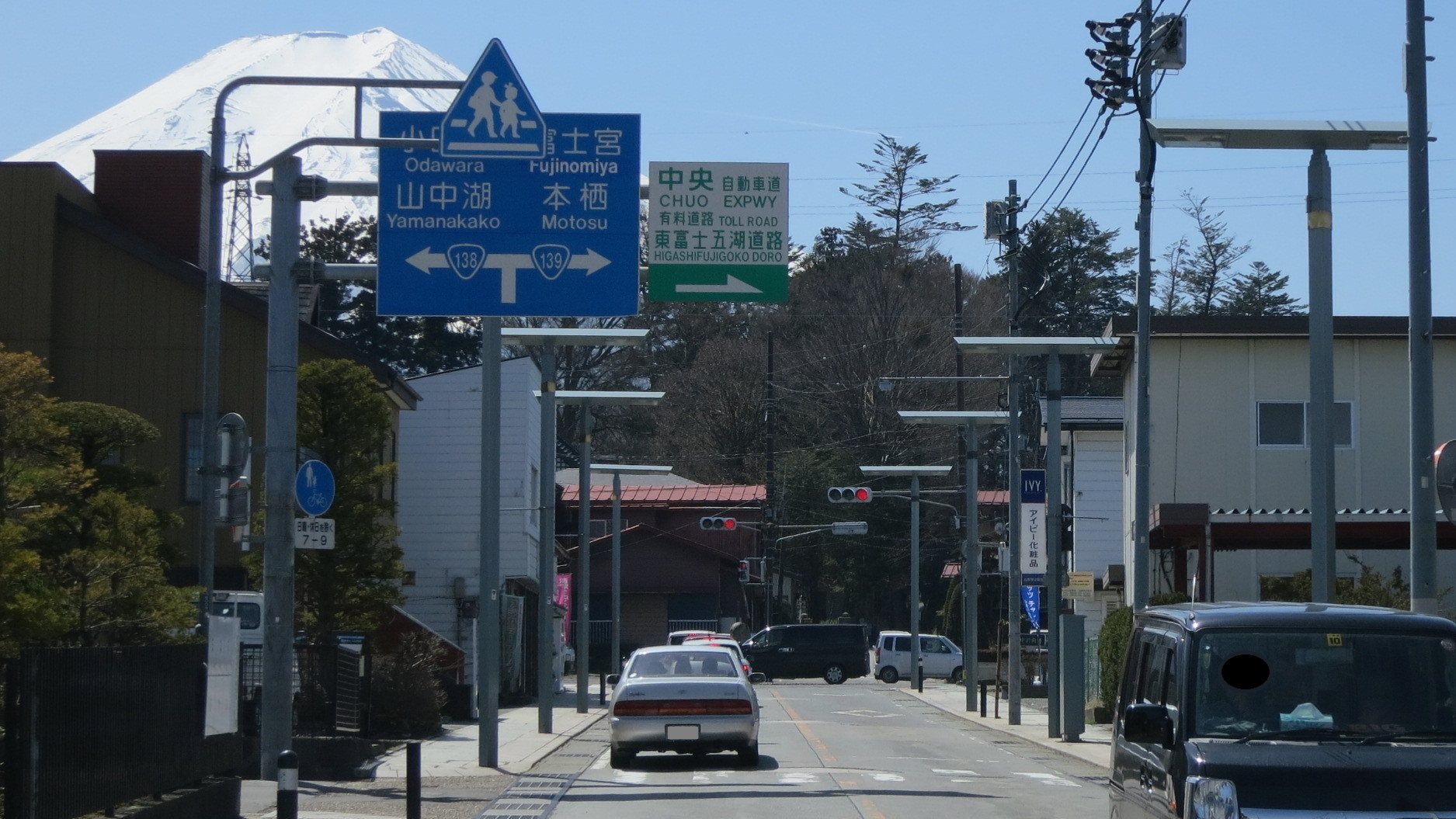
国道137号 起点
山梨県富士吉田市 上宿交差点付近

国道137号（こくどう137ごう）は、山梨県富士吉田市から笛吹市に至る一般国道である。

## 概要

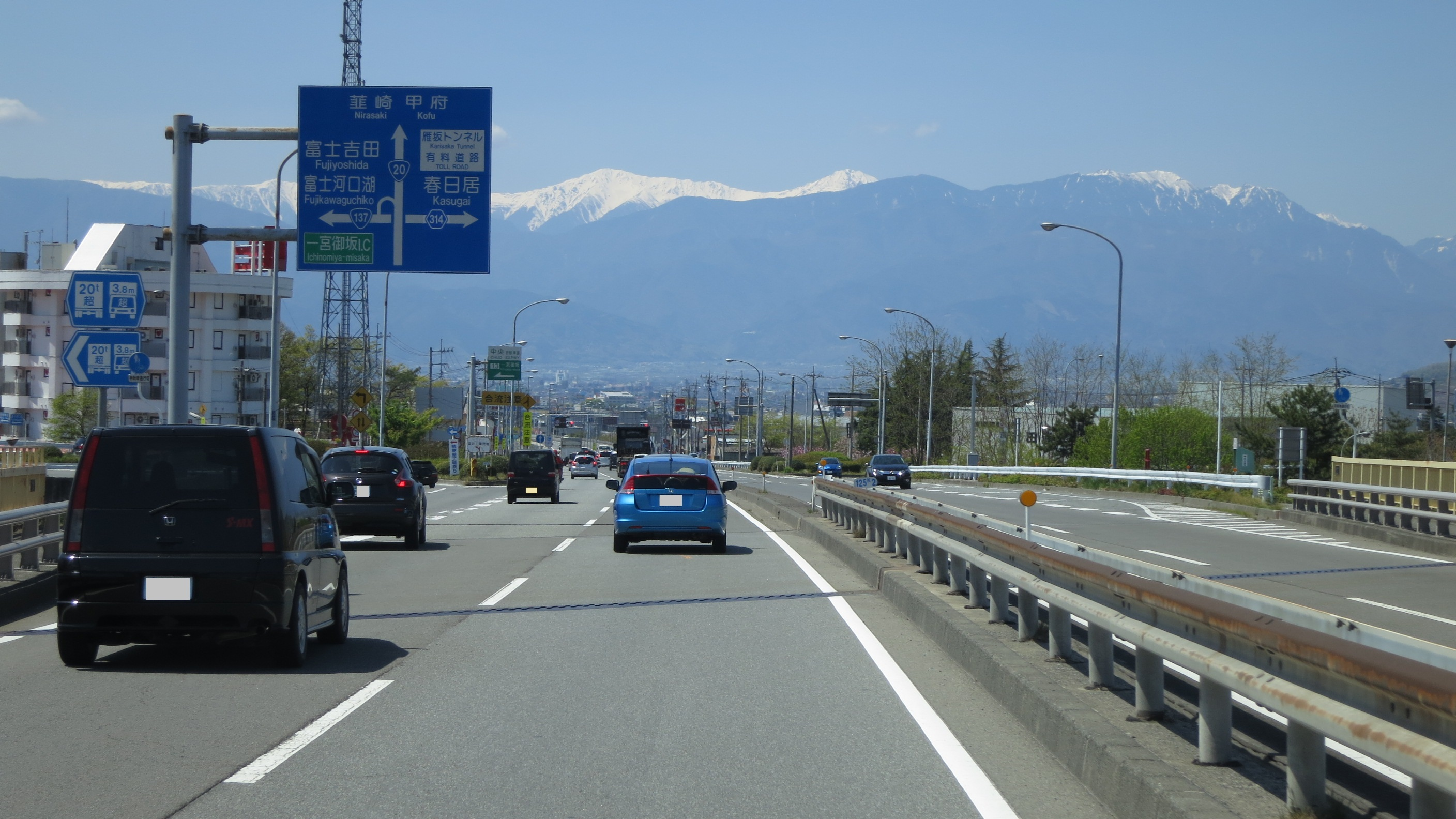
国道20号（重複区間）との分岐
山梨県笛吹市 坪井交差点付近

山梨県の南に位置する富士吉田市を起点に、山梨県の富士北麓地域と甲府都市圏を連絡し、笛吹市一宮町で国道20号と重複した後、終点の笛吹市に至る路線で、「御坂みち」の愛称が付されている。

### 路線データ
一般国道の路線を指定する政令に基づく起終点および重要な経過地は次のとおり。
- 起点：富士吉田市（上宿交差点 = 国道138号・国道300号・国道413号起点、国道139号上）
- 終点：山梨県東八代郡石和町[注釈 2]（長塚交差点 = 国道20号上・山梨県道311号栗合成田線起点）
- 重要な経過地：山梨県南都留郡河口湖町[注釈 3]、同県東八代郡御坂町[注釈 2]
- 総延長 : 35.6 km（重用延長を含む）[3][注釈 4]
- 重用延長 : 1.4 km[3][注釈 4]
- 未供用延長 : なし[3][注釈 4]
- 実延長 : 34.2 km[3][注釈 4]
  - 現道 : 30.6 km[3][注釈 4]
  - 旧道 : 0.8 km[3][注釈 4]
  - 新道 : 2.9 km[3][注釈 4]
- 指定区間：国道20号と重複する区間（笛吹市一宮町坪井 - 笛吹市・長塚交差点（終点））[4]

## 歴史
1919年（大正8年）に制定された旧道路法により、県道甲府吉田線として認定されたのが起源である。1925年（大正14年）に山梨県知事により自動車交通の増大に対応し、未整備の笹子峠越えに代えて御坂峠越えとする新国道8号線計画が県会に提出され、昭和天皇即位（御大典）記念事業として可決された。1929年（昭和4年）には国道8号の経由地に河口村（現在の富士河口湖町河口）が追加され、現在の国道139号・137号を経由するルートとなった。事業は、民政党浜口内閣が成立し、緊縮財政方針を受けた新知事が着任すると一時棚上げされた。しかし、金解禁後の昭和恐慌により失業者が増大していたことから、道路事業は産業振興と失業対策事業としても求められ、国庫補助の条件であった東京府失業者の半数雇用には県会において政友会派の反対もあったが、1930年（昭和5年）10月に着工、856万円の総工費と延べ36万人の労働力をかけて1931年（昭和6年）5月に貫通し、同年11月に峠越え区間が開通した。
太平洋戦争を挟み、1952年（昭和27年）に制定された現在の道路法による国道指定が1953年（昭和28年）に実施された。旧道路法で指定された国道8号は幹線道路としての不備もあったため、笹子峠越えのルートが一級国道20号となり、河口村経由のルートは、二級国道137号富士吉田甲府線および二級国道139号の一部となった。1965年（昭和40年）に国道の一級・二級の区別がなくなり、一般国道137号となって現在に至る。
御坂峠を通過する山梨県道708号富士河口湖笛吹線は、新御坂隧道が無料開放されるまでは本路線の現道であった。御坂峠にある御坂隧道の富士河口湖町側にある天下茶屋は太宰治と井伏鱒二が宿泊したとして石碑が建立されている。

### 年表
- 1919年（大正8年） - 旧道路法により県道甲府吉田線として認定された。
- 1953年（昭和28年）5月18日 - 二級国道137号富士吉田甲府線（富士吉田市 - 山梨県東八代郡石和町）として指定施行[6]。
- 1965年（昭和40年）4月1日 - 道路法改正により一級・二級区分が廃止されて一般国道137号として指定施行[2]。
- 2015年（平成27年）3月27日 - 「吉田河口湖バイパス」2.8 kmが開通[8]。

## 路線状況

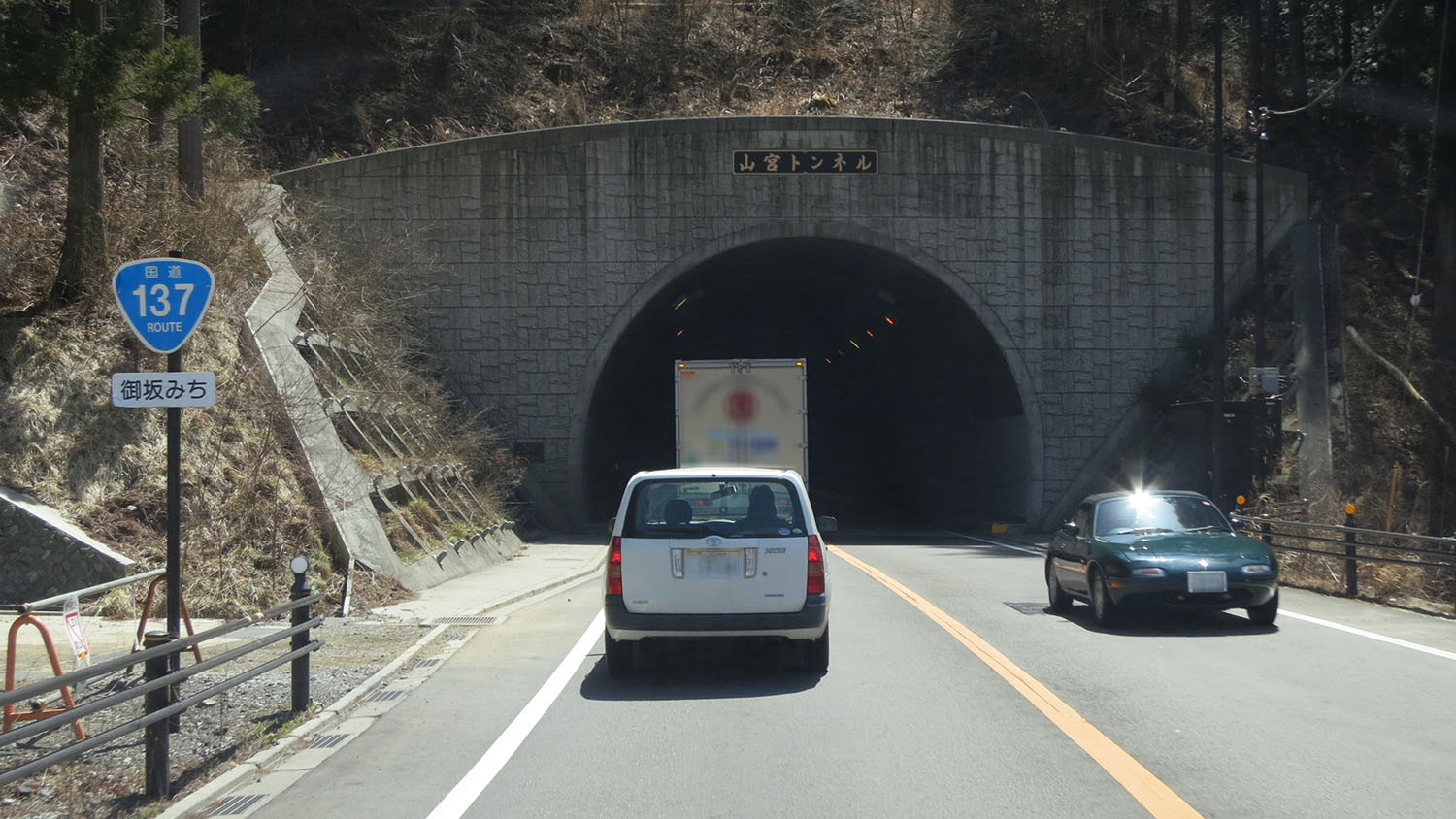
山宮トンネル。道路わきの国道標識には、道路愛称名「御坂みち」の表記がある。
（山梨県南都留郡富士河口湖町河口）

### バイパス
河口II期バイパス
河口II期バイパス（かわぐちにきバイパス）は、南都留郡富士河口湖町河口の山梨県道21号河口湖精進線交点付近から新西川橋付近に至る延長3.2 kmのバイパス道路である。1991年（平成3年）に事業着手し、2010年（平成22年）12月16日に全線で供用を開始した。起点側から終点側の順に、追坂トンネル、谷抜トンネル、山宮トンネルの3つのトンネルがある。
新御坂隧道
新御坂隧道（しんみさかずいどう）は、南都留郡富士河口湖町河口から笛吹市藤野木に至る全長2,778 mのトンネルである。1967年（昭和42年）4月7日に御坂峠越え区間のバイパスとして新御坂トンネル有料道路が開通した。1994年（平成6年）11月20日に新御坂トンネルが無料開放されたのに伴い、それまでの御坂隧道による峠越え区間は山梨県道708号富士河口湖笛吹線へと移管された。
2012年（平成24年）12月に発生した笹子トンネル天井板落下事故により中央自動車道笹子トンネルと同様の天井板を設置しているトンネルの緊急点検が行われ、ボルトのゆるみや脱落が確認されたため応急補修を実施した。その後、2014年5月26日から同年6月20日まで、両端の旧道分岐点間を全面通行止めにして、天井板の撤去工事が行われることとなった。
吉田河口湖バイパス
吉田河口湖バイパス（よしだかわぐちこバイパス）は、富士河口湖町河口から富士吉田市旭に至る約2.8 kmのバイパス道路である。そのうち「新倉河口湖トンネル」が約2,476 mとなっている。

### 重複区間
- 国道139号（富士吉田市上吉田・上宿交差点 - 金鳥居交差点）
- 国道20号（笛吹市一宮町坪井 - 笛吹市石和町四日市場・長塚交差点（終点））

## 地理

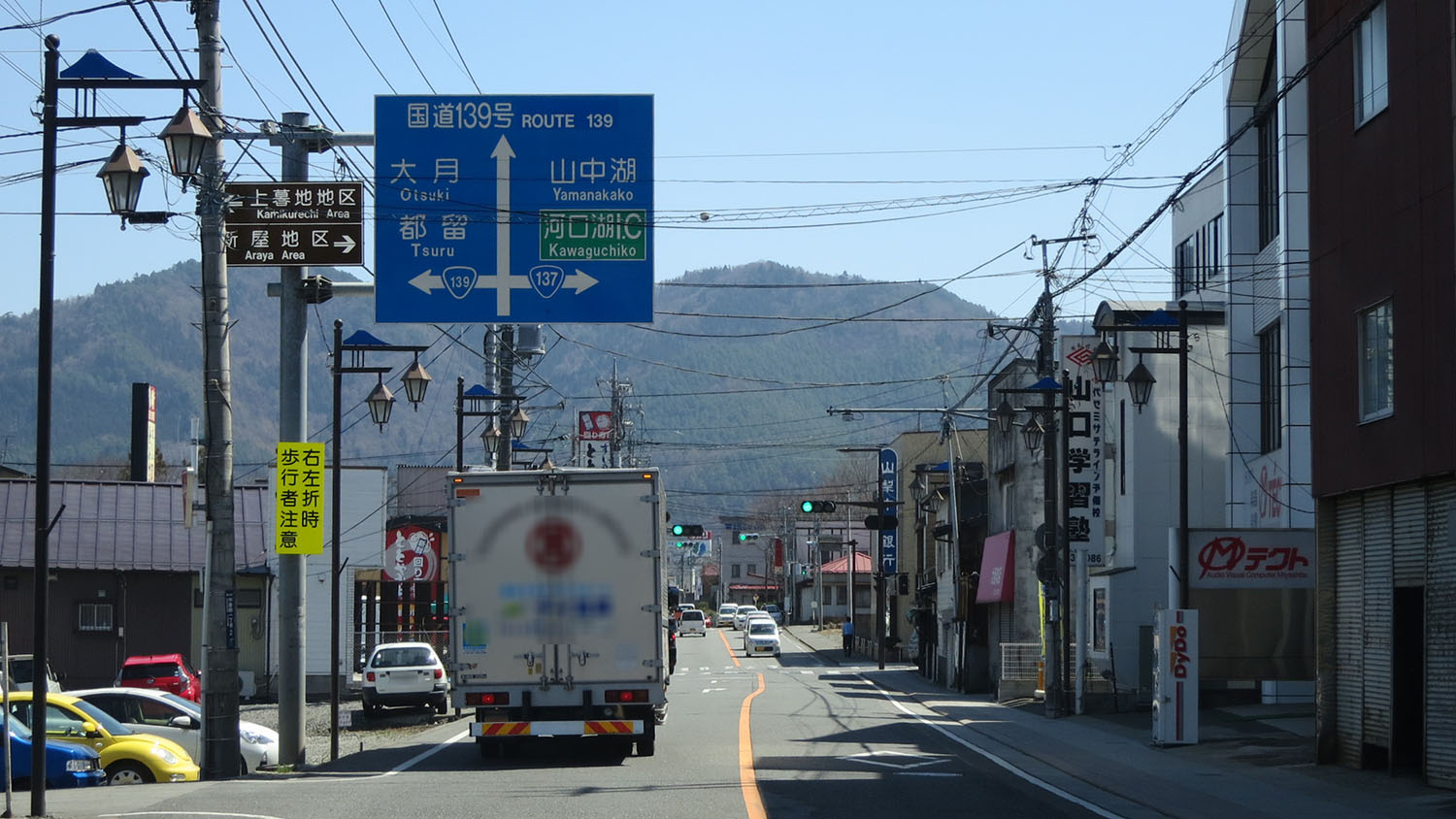
国道139号との分岐
山梨県富士吉田市

### 通過する自治体
- 山梨県
  - 富士吉田市 - 南都留郡富士河口湖町 - 笛吹市

### 交差する道路
- 富士吉田市
  - 国道138号・国道139号・国道300号・国道413号：上宿交差点
  - 国道139号：金鳥居交差点
- 南都留郡富士河口湖町
  - 山梨県道714号鳴沢富士河口湖線：船津交差点
  - 山梨県道710号青木ヶ原船津線：船津
  - 山梨県道707号富士河口湖富士線：河口湖大橋北交差点
  - 山梨県道21号河口湖精進線：河口湖美術館前交差点
  - 山梨県道708号富士河口湖笛吹線：河口
- 笛吹市
  - 山梨県道708号富士河口湖笛吹線：御坂町藤野木
  - 山梨県道304号上黒駒石和線：御坂町上黒駒
  - 山梨県道34号白井甲州線：下黒駒交差点（旧道）、下黒駒北交差点（現道）
  - 山梨県道304号上黒駒石和線：上町屋交差点
  - 山梨県道211号山梨笛吹線：一宮町国分 ※立体交差
  - 山梨県道312号一宮山梨線：坪井工業団地東交差点
  - 国道20号：一宮町坪井 - 石和町四日市場で重複

### 峠
- 御坂峠：富士河口湖町 - 笛吹市（現道は新御坂隧道、県道に降格した旧道は御坂隧道で通過）

## ギャラリー

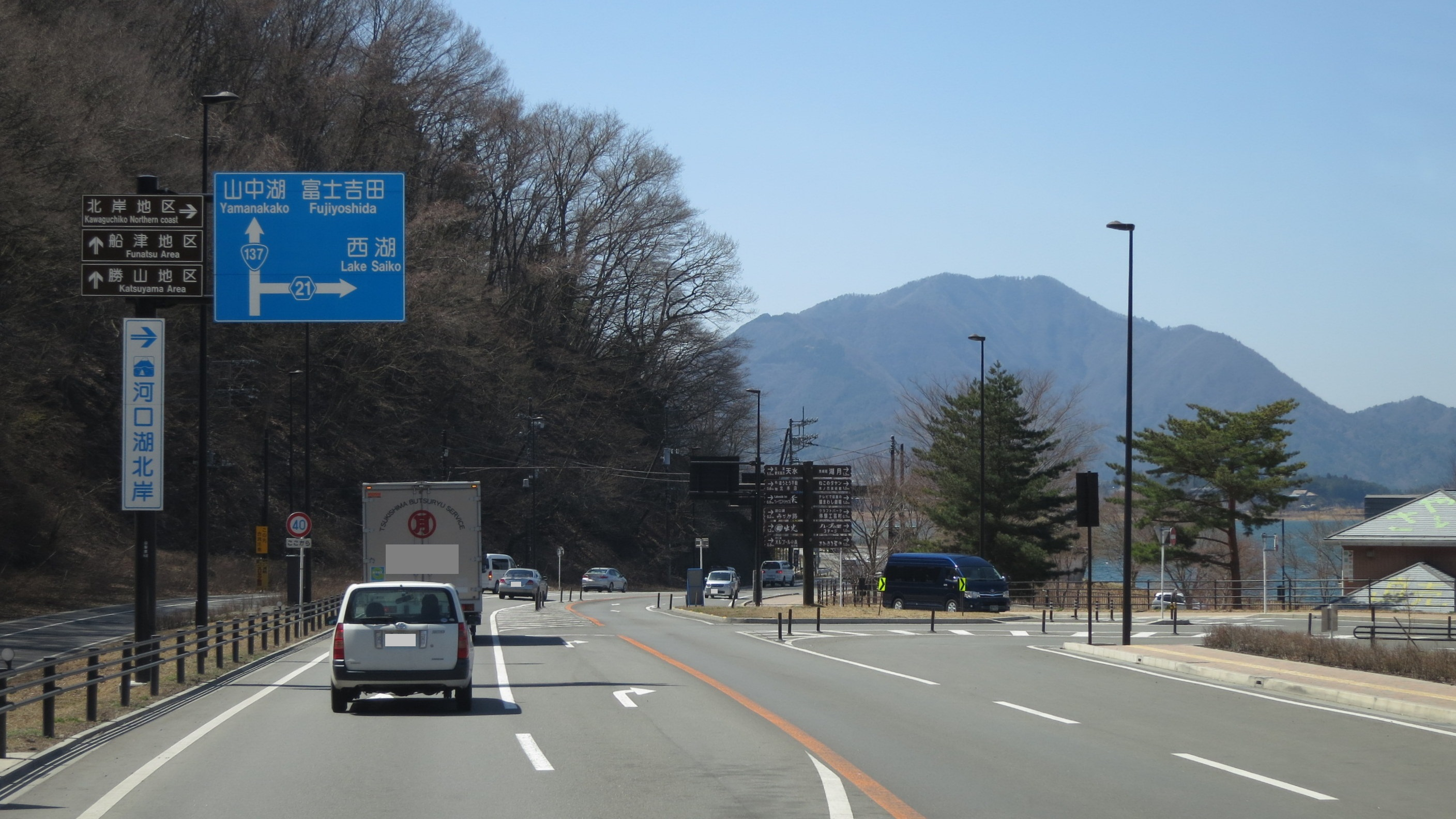
河口湖周辺 山梨県南都留郡富士河口湖町
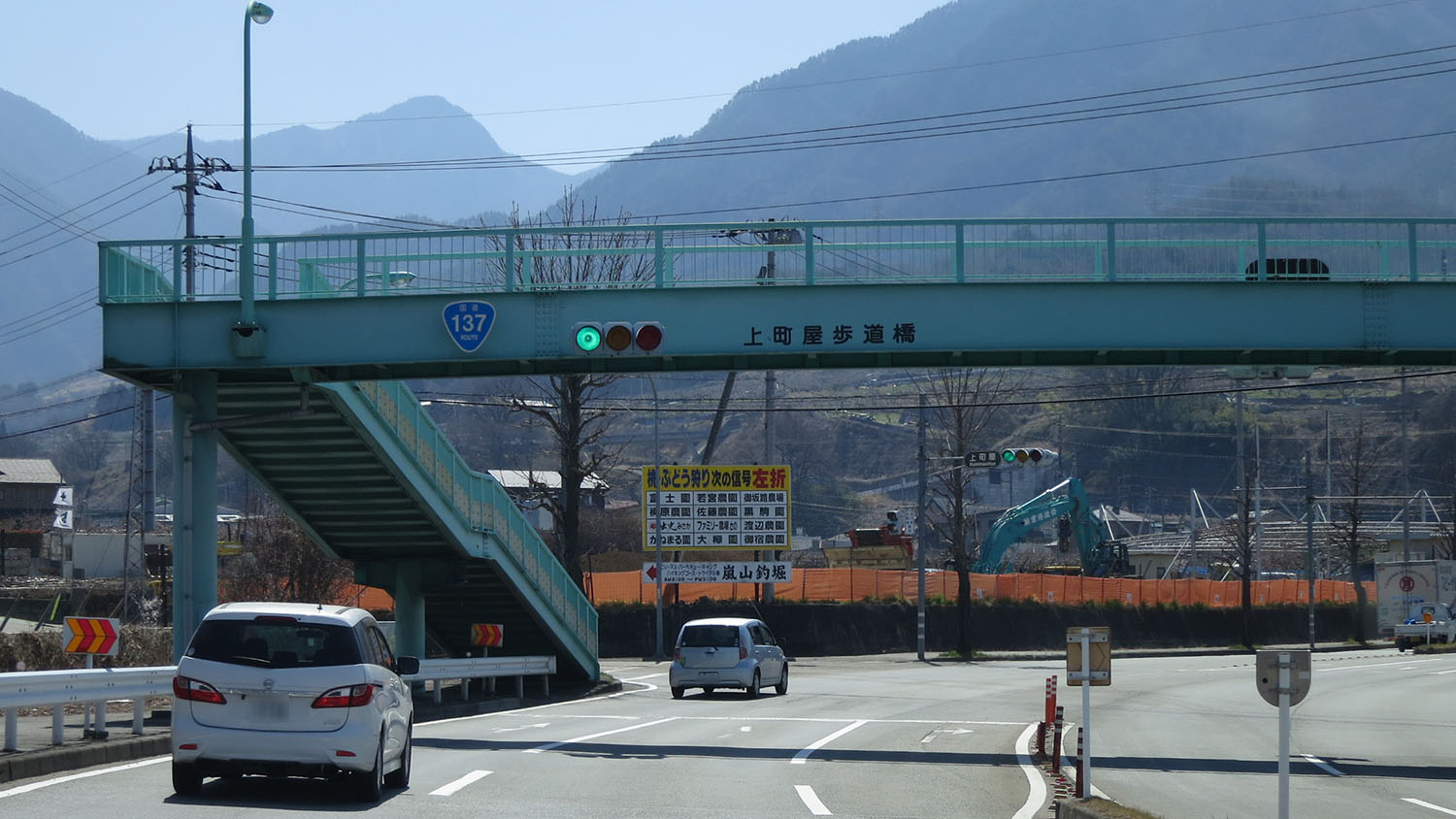
山梨県笛吹市御坂町
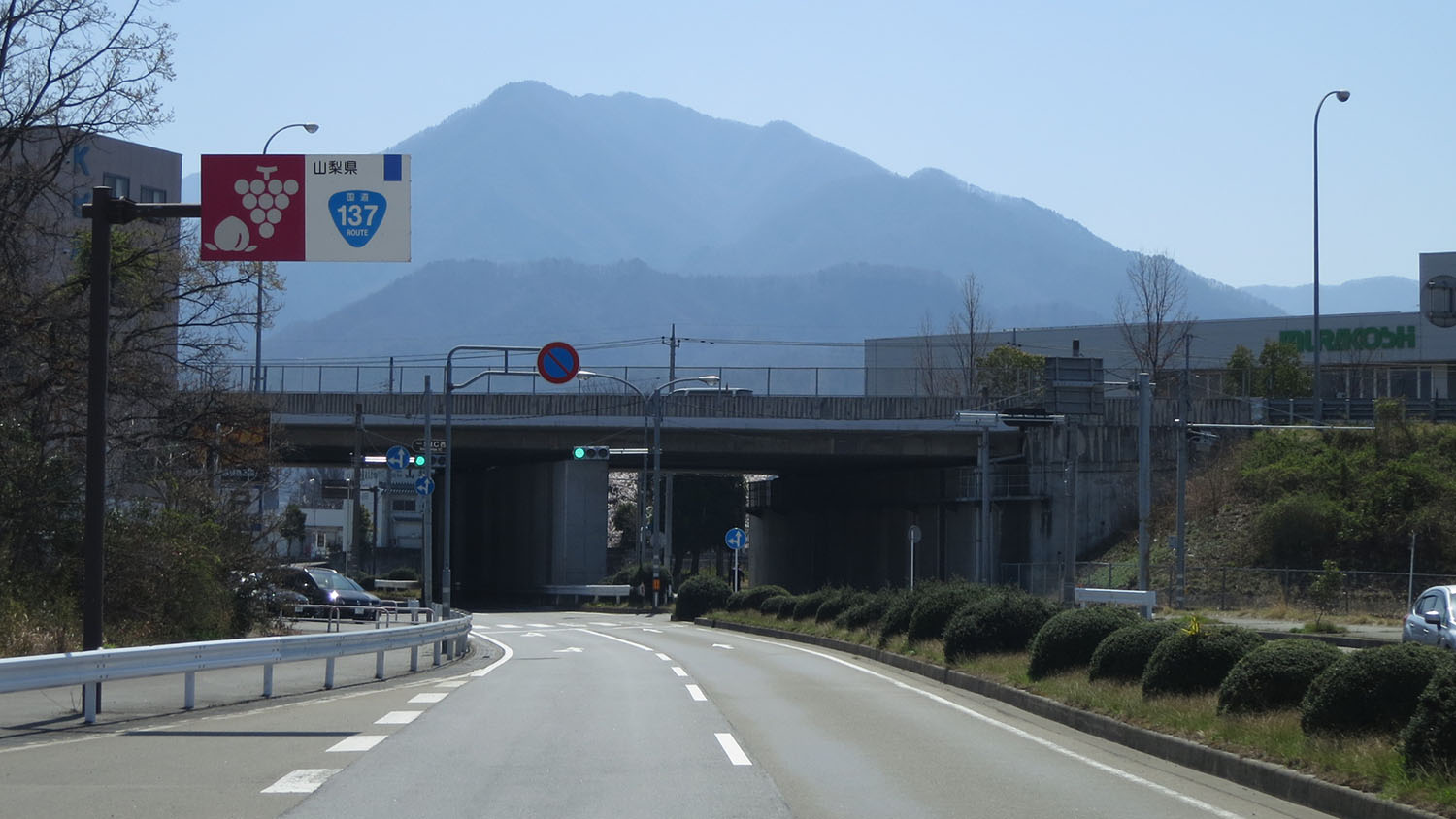
山梨県笛吹市一宮町